# بامبرغ
بامبرغ (بالألمانية: Bamberg) هي مدينة في ولاية بافاريا في ألمانيا، تقع في إقليم فرانكونيا العليا على نهر ريغنتز قرب التقائه بنهر ماين. بامبرغ واحدة من المدن القليلة في ألمانيا التي لم تدمرها الحرب العالمية الثانية لوجود مصنع للمدفعية قريب منها حماها من قصف الطائرات. المدينة على قائمة مواقع التراث العالمي لليونسكو.تعتبر بامبرغ واحدة من أجمل المدن الألمانية ومقصد سياحي مهم للسياح من ألمانيا وخارجها.

## المناخ
يظهر الجدول التالي التغييرات المناخية على مدار السنة لبامبرغ:
| البيانات المناخية لـبامبرغ        | البيانات المناخية لـبامبرغ | البيانات المناخية لـبامبرغ | البيانات المناخية لـبامبرغ | البيانات المناخية لـبامبرغ | البيانات المناخية لـبامبرغ | البيانات المناخية لـبامبرغ | البيانات المناخية لـبامبرغ | البيانات المناخية لـبامبرغ | البيانات المناخية لـبامبرغ | البيانات المناخية لـبامبرغ | البيانات المناخية لـبامبرغ | البيانات المناخية لـبامبرغ | البيانات المناخية لـبامبرغ |
| الشهر                             | يناير                      | فبراير                     | مارس                       | أبريل                      | مايو                       | يونيو                      | يوليو                      | أغسطس                      | سبتمبر                     | أكتوبر                     | نوفمبر                     | ديسمبر                     | المعدل السنوي              |
| --------------------------------- | -------------------------- | -------------------------- | -------------------------- | -------------------------- | -------------------------- | -------------------------- | -------------------------- | -------------------------- | -------------------------- | -------------------------- | -------------------------- | -------------------------- | -------------------------- |
| الدرجة القصوى °م (°ف)             | 15.8 (60.4)                | 19.9 (67.8)                | 24.4 (75.9)                | 31.8 (89.2)                | 33.3 (91.9)                | 35.5 (95.9)                | 37.9 (100.2)               | 38.3 (100.9)               | 33.3 (91.9)                | 27.6 (81.7)                | 21.9 (71.4)                | 16.0 (60.8)                | 38.3 (100.9)               |
| متوسط درجة الحرارة الكبرى °م (°ف) | 2.9 (37.2)                 | 4.7 (40.5)                 | 9.5 (49.1)                 | 14.8 (58.6)                | 19.7 (67.5)                | 22.5 (72.5)                | 24.9 (76.8)                | 24.5 (76.1)                | 19.8 (67.6)                | 14.1 (57.4)                | 7.3 (45.1)                 | 3.6 (38.5)                 | 14.0 (57.2)                |
| متوسط درجة الحرارة الصغرى °م (°ف) | −3.2 (26.2)                | −3.0 (26.6)                | 0.2 (32.4)                 | 3.1 (37.6)                 | 7.6 (45.7)                 | 10.7 (51.3)                | 12.7 (54.9)                | 12.2 (54.0)                | 8.6 (47.5)                 | 5.0 (41.0)                 | 1.2 (34.2)                 | −1.8 (28.8)                | 4.4 (40.0)                 |
| أدنى درجة حرارة °م (°ف)           | −29.7 (−21.5)              | −25.7 (−14.3)              | −19.6 (−3.3)               | −9.7 (14.5)                | −4.1 (24.6)                | −1.0 (30.2)                | 1.4 (34.5)                 | 0.7 (33.3)                 | −2.5 (27.5)                | −7.5 (18.5)                | −18.0 (−0.4)               | −27.3 (−17.1)              | −29.7 (−21.5)              |
| الهطول مم (إنش)                   | 47.1 (1.85)                | 39.0 (1.54)                | 49.4 (1.94)                | 41.5 (1.63)                | 64.4 (2.54)                | 61.4 (2.42)                | 78.0 (3.07)                | 55.3 (2.18)                | 56.8 (2.24)                | 51.1 (2.01)                | 51.9 (2.04)                | 55.0 (2.17)                | 650.9 (25.63)              |
| ساعات سطوع الشمس الشهرية          | 51.2                       | 81.3                       | 112.3                      | 170.4                      | 208.8                      | 211.2                      | 226.5                      | 213.3                      | 155.6                      | 105.0                      | 48.8                       | 39.6                       | 1٬624                      |
| المصدر: Météoclimat               |                            |                            |                            |                            |                            |                            |                            |                            |                            |                            |                            |                            |                            |

## توأمة
لبامبرغ اتفاقيات توأمة مع كل من:
- ازترغوم (1992 - )
- بيدفورد (1977 - )
- Feldkirchen in Kärnten [الإنجليزية]‏ منذ (1993 - )
- براغ (1992 - )
- روديز (1970 - )
- فيلاخ (1973 - )
- فريدونا
- ناغاوكا
- فيلا كارلوس باز

## صُور

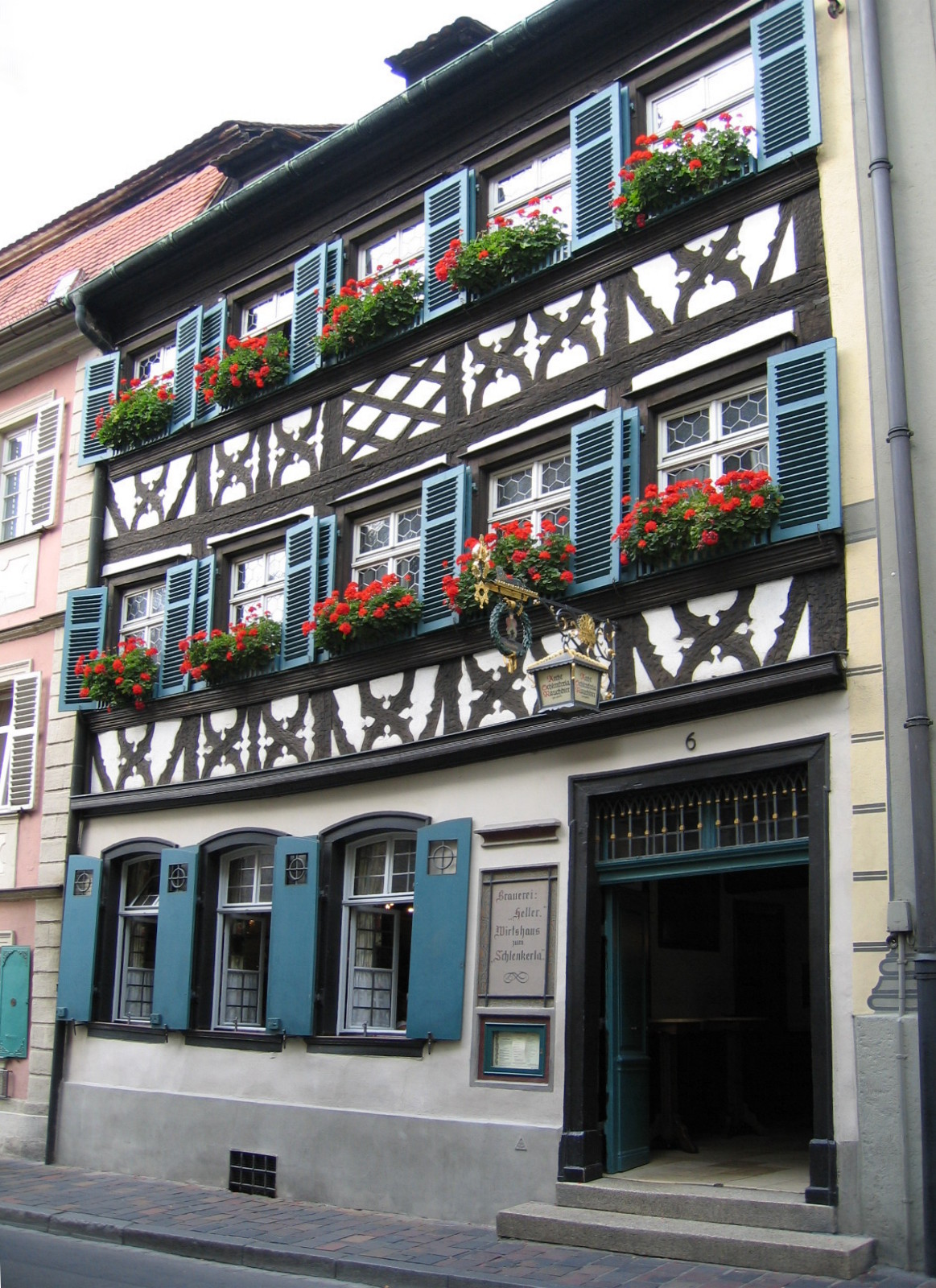
شلنكرلا، أحد أقدم حانات بامبرغ
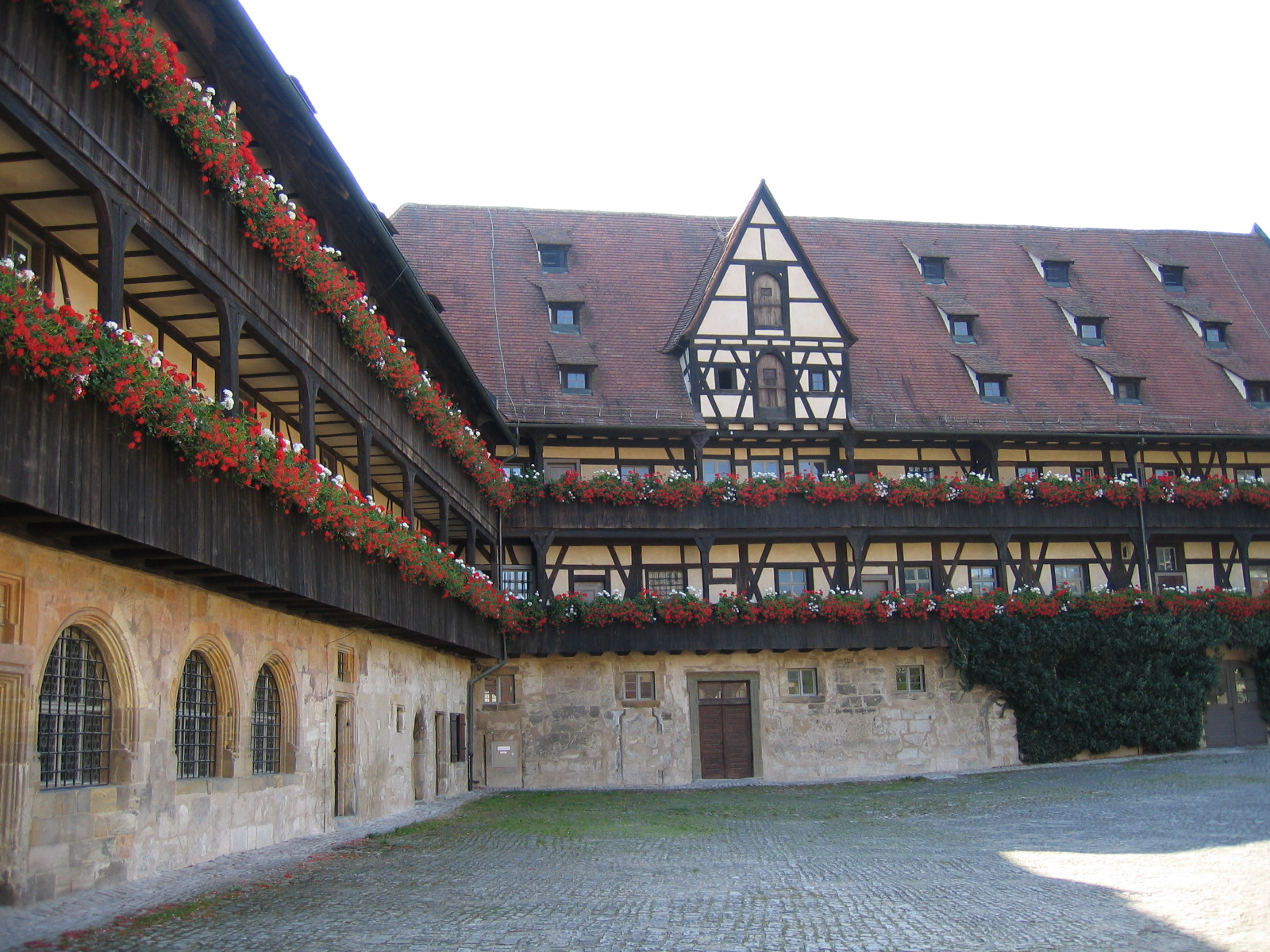
ألته هوفهالتونغ (القصر القديم).
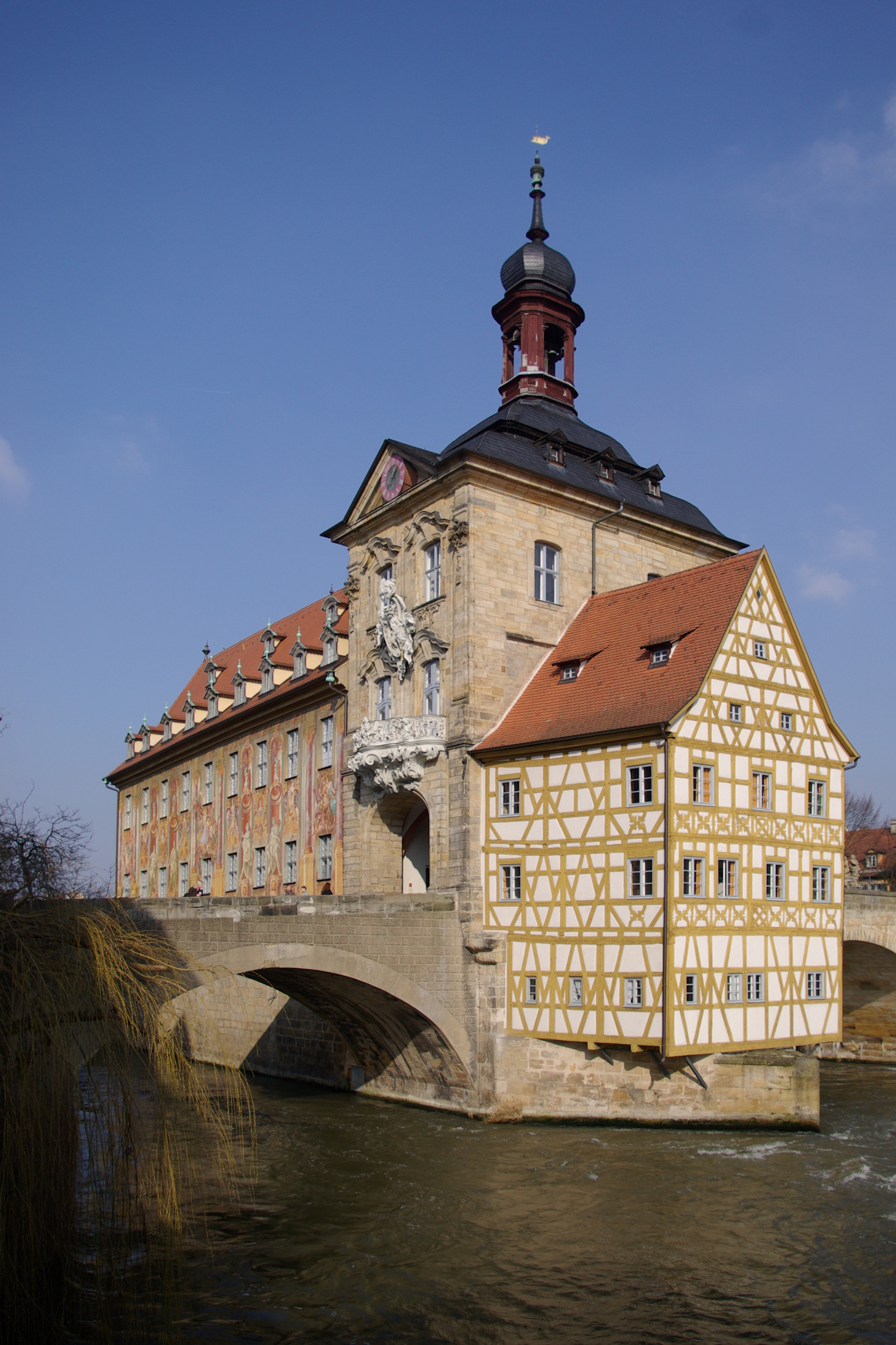
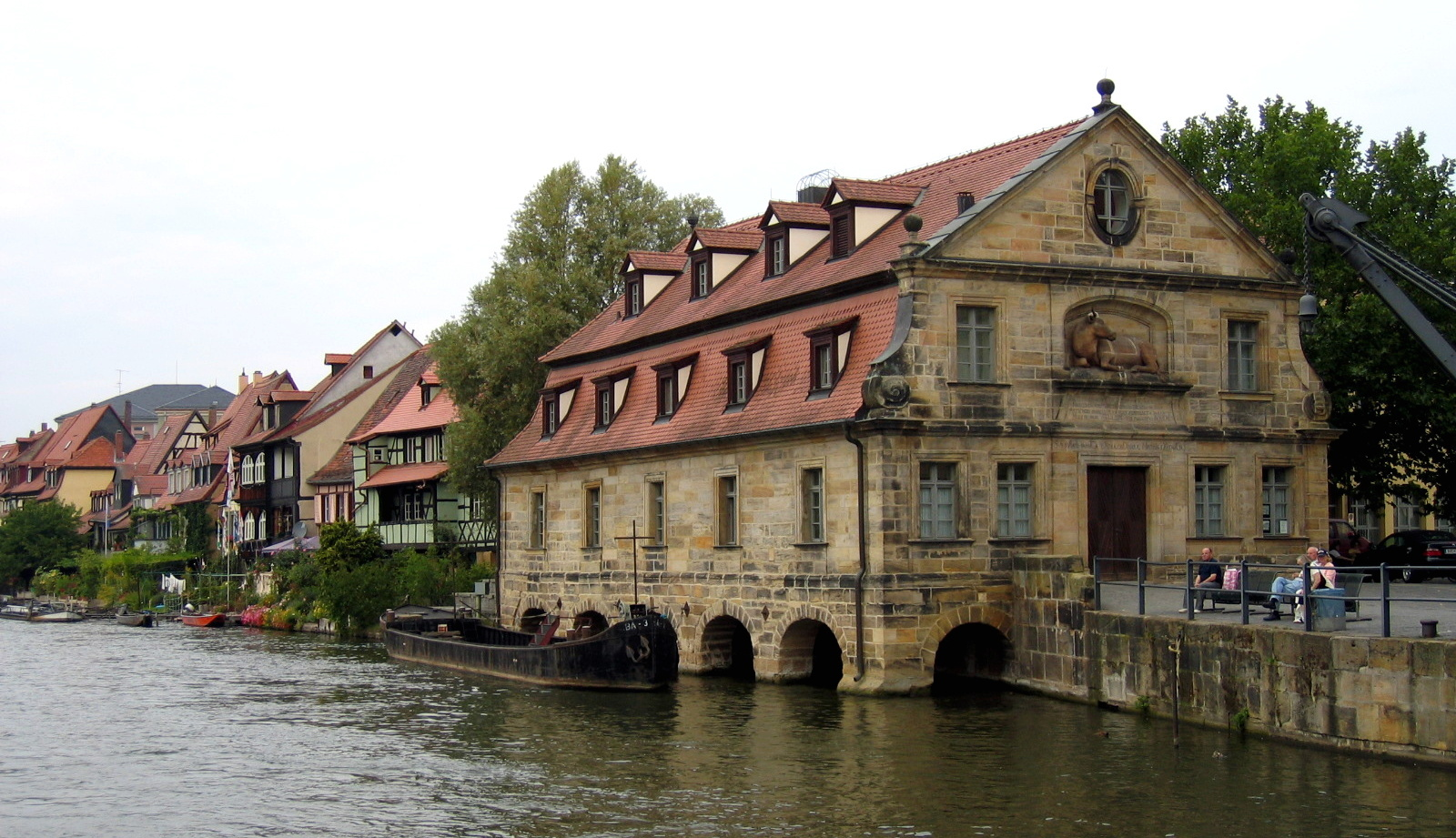
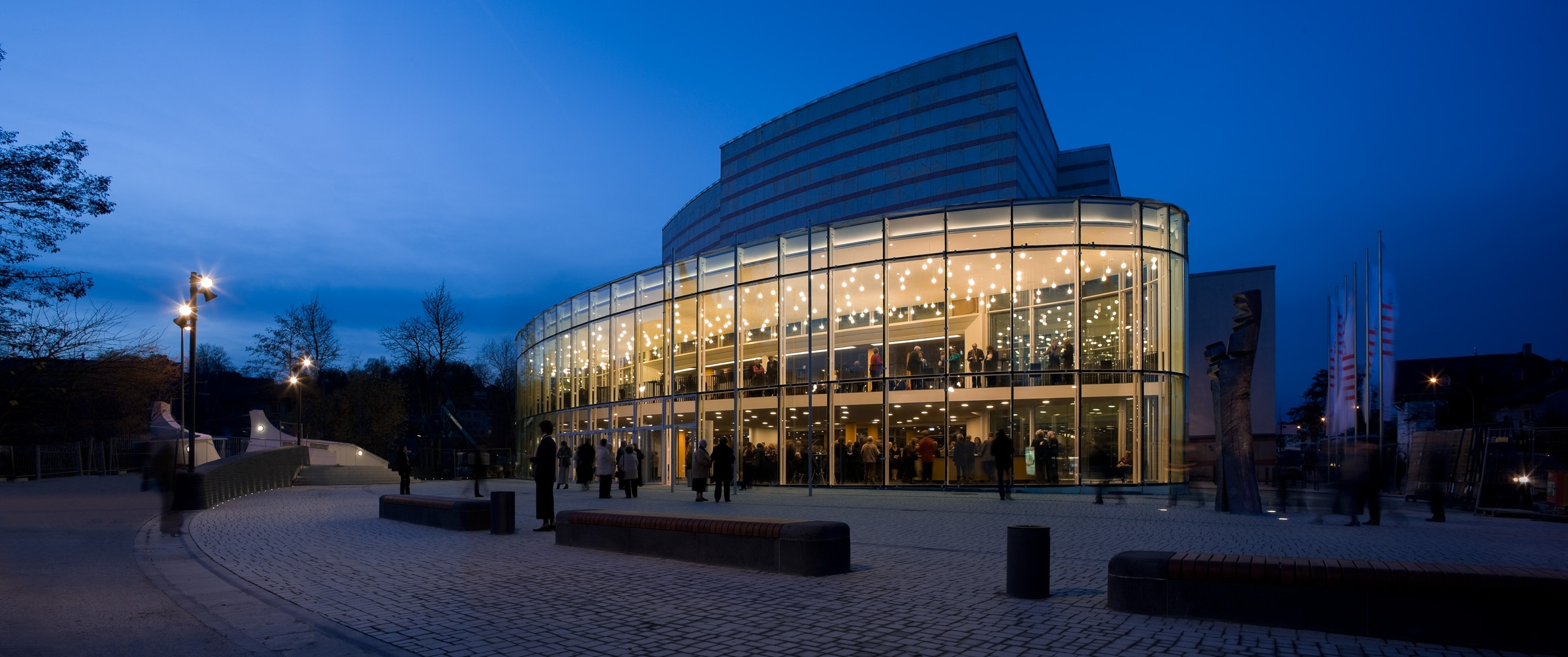
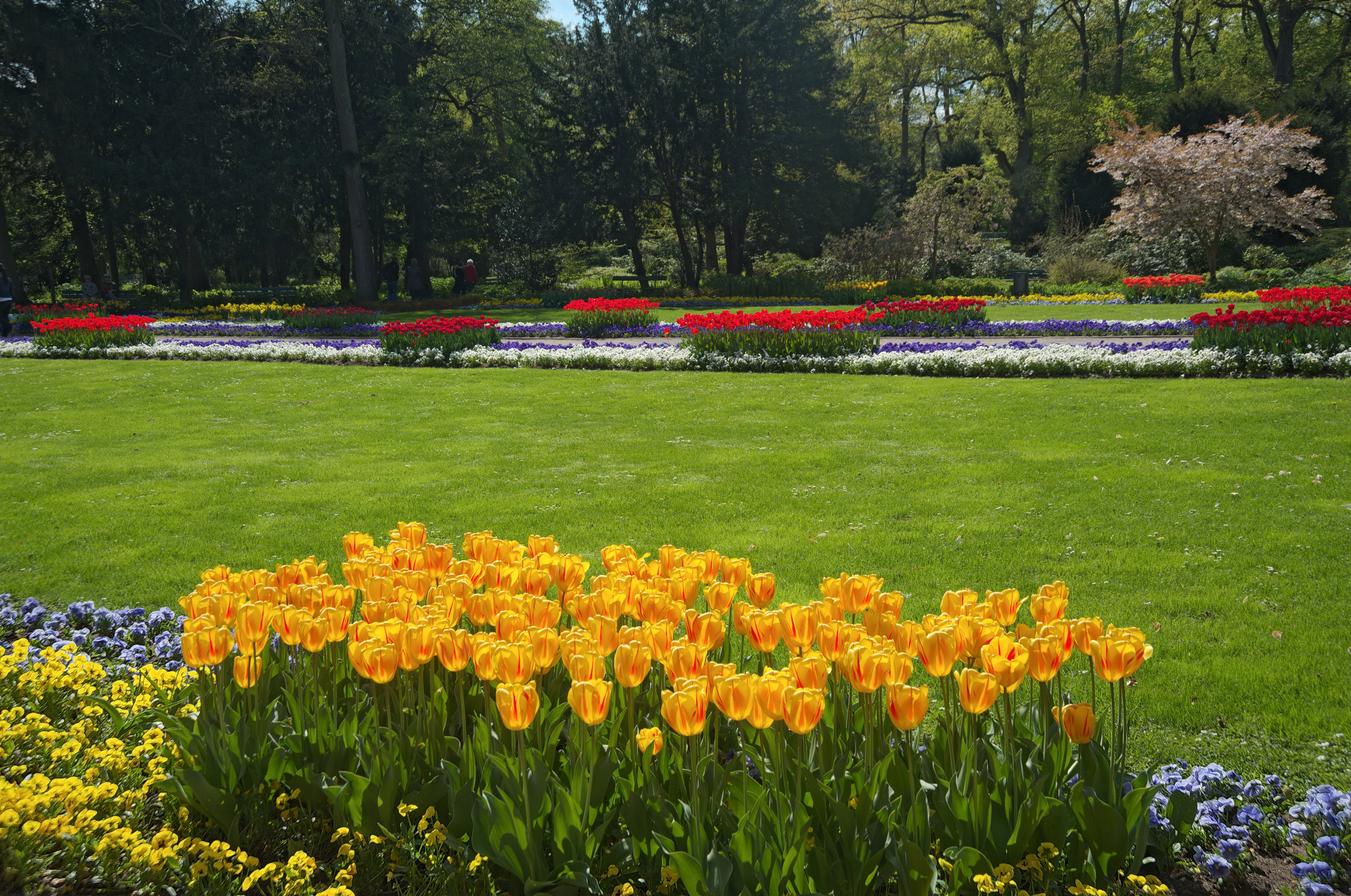
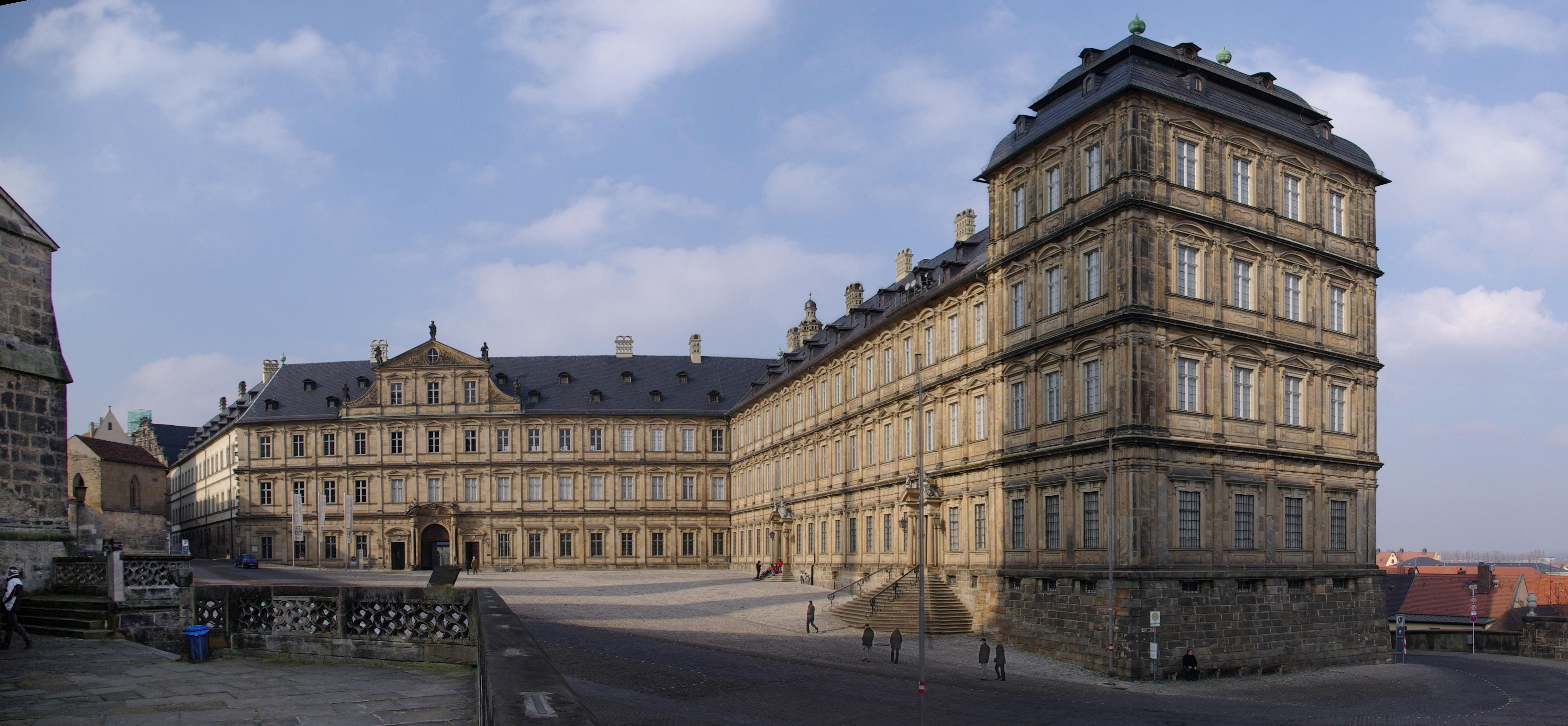

## أعلام
- برنغار الثاني ملك إيطاليا
- أوتو ملك اليونان
- كريستوفر كالفوس
- فيليب السوابي
- ويلي مسرشميت
- كونراد الثالث